# Vyhledávací operátory
Vyhledávací operátory jsou klíčová slova a symboly operátorů ze syntaxe řídicích struktur dotazovacího jazyka sloužící k přesnému formulování vyhledávacího dotazu. Jejich význam, příp. přednastavení se může v jednotlivých vyhledávacích strojích lišit. Vyhledávací operátory vycházejí z teorie množin.

## Booleovské operátory (logické vyhledávací operátory)
Pomocí booleovských operátorů lze ve vyhledávacím řetězci definovat logické vztahy mezi jednotlivými slovy (operandy), a dosáhnout tak rozšíření či zúžení rešeršního dotazu. 
- Unární

NOT/AND NOT
- např. inteligence NOT umělá
 

NOT

AND

OR

- vyjadřuje logickou negaci (NE): vyhledaný záznam nesmí obsahovat slovo uvedené za operátorem

- zužuje rešeršní dotaz

- vhodný např. k eliminaci homonym vyhledávaného výrazu
- Binární

AND

- např. digitální AND knihovna

- vyjadřuje logický součin (A): vyhledaný záznam musí obsahovat všechna (obvykle maximálně 15-16) slova uvedená v řetězci

- zužuje rešeršní dotaz

- vhodný např. ke spojení významově odlišných pojmů

- většinou je ve vyhledávacích strojích předem nastavený (výchozí), není tedy potřeba ho zadávat – vyhledávací stroje zobrazí záznamy obsahující všechna uvedená slova dříve než ty záznamy, které je neobsahují

OR

- např. Egon Bondy OR Zbyněk Fišer
 
- vyjadřuje logický součet (NEBO): vyhledaný záznam musí obsahovat alespoň jedno ze zadaných slov

- rozšiřuje rešeršní dotaz

- vhodný např. k vyhledání výrazu a jeho synonym, akronymů, zkratek, příbuzných slov a různých pravopisných forem

XOR 

- vylučovací NEBO: vyhledaný záznam musí obsahovat pouze jedno ze zadaných slov

- Obdobné operátory (implied Boolean operators, pseudo-Boolean operators)

+

- např. +molekulární +biologie (bude vyhledán pouze záznam obsahující obě slova)

- vyhledaný záznam musí obsahovat zadané slovo
−

- např. −horské kolo (bude vyhledán záznam obsahující slovo "kolo" a neobsahující slovo "horské")

- vyhledaný záznam nesmí obsahovat zadané slovo

## Proximitní / poziční / distanční / vzdálenostní operátory
Specifikují posloupnost a vzdálenost mezi dvěma vyhledávanými výrazy. Umisťují se mezi jednotlivá slova ve vyhledávacím řetězci. Jsou tvořeny písmenem a číslem vyjadřujícím vzdálenost (např. N5: budou vyhledány záznamy, jež obsahují daná slova ve vzdálenosti maximálně pěti slov). Jejich použití je vhodné např. při hledání vlastních jmen, názvů nebo frází.
NEAR (Nn)

- např. banka NEAR úvěr

- vyhledaný záznam bude obsahovat daná slova vzdálená určitým počtem (n) slov bez ohledu na pořadí, ve kterém se vyskytují

WITHIN (W) 

- vyhledaný záznam bude obsahovat daná slova vzdálená určitým počtem (n) slov v pořadí, v jakém byla zapsána

NOT WITHIN (NOT W) 

- daná slova nesmí být blíž než je zadaný počet slov

ADJACENT  (ADJ, A)
 
- např. lesní ADJ borovice 

- daná slova budou ve vyhledaném záznamu sousedit bez ohledu na pořadí, v jakém byla zapsána

PRECEDE BY (PRE) 

- první zadané slovo musí ve vyhledaném záznamu předcházet o nejméně n slov

FOLLOWED BY 

- vyhledaný záznam bude obsahovat daná slova v pořadí, v jakém byla zapsána

(L)
 
- daná slova se budou ve vyhledaném záznamu vyskytovat ve stejné logické jednotce (poli)

SENTENCE (S)
 
- daná slova se budou ve vyhledaném záznamu vyskytovat ve stejné větě uvnitř téhož pole

PARAGRAPH

- daná slova se budou ve vyhledaném záznamu vyskytovat ve stejném odstavci

Obdobné operátory

" " – ; : ,

- např. "slovní fráze"; slovo - slovo

- daná slova se budou ve vyhledaném záznamu vyskytovat přesně v tomto tvaru a pořadí

## Zástupné / rozšiřovací / maskovací znaky (wildcards)
Umožňují vyhledat pomocí jednoho příkazu různé varianty zadaného slova; jejich použití je tedy vhodné zejména tehdy, je-li rešeršní požadavek velmi specifický. Mohou být použity na pravém či levém konci či uprostřed termínu a nahrazují různý počet znaků. Dokonalejší vyhledávací systémy umožňují nastavit počet rozšíření na konkrétní či neomezený počet znaků. Nutnost použití některých z těchto znaků je u moderních vyhledávacích strojů eliminována např. pomocí funkce stemming.
?/!

- např. m?tochondrie 

- nahrazuje jeden znak
 
- uvnitř (příp. na začátku a na konci) slova
*
- např. "pamětihodn*"
- nahrazuje 0 až libovolný počet znaků

- na začátku či na konci výrazu

- pokud nahrazuje jeden znak, je možné jej použít i vícekrát (náhrada za více symbolů)
# 

- např. col##r

- nahrazuje jeden/žádný znak 

- na konci či uprostřed slova

- je možné jej použít i vícekrát (náhrada za více symbolů)
$
%

## Další operátory a pomocné znaky
> slovo

- záznam obsahující toto slovo bude řazen na začátek výsledků vyhledávání
< / ~ slovo

- záznam obsahující toto slovo bude řazen na konec výsledků vyhledávání
operátor ( )

- slouží k vytváření složitých výrazů – operátor se bude vztahovat na všechna slova v závorce

- závorky lze vnořovat